# جذام
جذام، خوره یا لِپرُسی که همچنین با نام بیماری هانسن شناخته می‌شود، بیماری مزمنی است که توسط باکتری مایکوباکتریوم لپره و مایکوباکتریوم لپروماتوسیس ایجاد می‌شود. در ابتدا عفونت‌های ناشی از این بیماری علائمی ندارند و به مدت ۵ تا ۲۰ سال به این صورت باقی می‌مانند. علائم این بیماری شامل گرانولوم دستگاه عصبی پیرامونی، دستگاه تنفسی، پوست، و چشم‌ها می‌شود. این علائم ممکن است باعث ناتوانی در حس درد و در نتیجه از دست دادن بخش‌هایی از دست و پا در نتیجه آسیب‌های مکرر شود. همچنین ممکن است احساس ضعف و ضعف چشم در بیمار ایجاد شود. دو نوع اصلی پسی باسیلاری و مالتی باسیلاری این بیماری بر اساس تعداد باکتری‌های موجود در هر نوع تشخیص داده می‌شوند. این دو نوع جذام بر اساس تعداد پیگمانتاسیون ضعیف، و لکه‌های پوستی بی‌حس تشخیص داده می‌شوند که در پسی باسیلاری تعداد این لکه‌ها پنج عدد یا کمتر است و در نوع مالتی باسیلاری تعداد آنها بیشتر از پنج عدد است. این بیماری با مشاهده رنگ‌آمیزی اسید فاست در بافت‌برداری پوستی یا از طریق تشخیص دی‌ان‌ای فرد با استفاده از واکنش زنجیره‌ای پلیمراز تشخیص داده می‌شود. این بیماری در میان افرادی که در فقر زندگی می‌کنند شایع‌تر است و عقیده بر این است که از طریق ریز قطره‌های تنفسی به انسان منتقل می‌شود. جذام دارای عفونت‌زایی و آسیب‌زایی خیلی پایین و حدت یا ویرولانس بالا است. این بیماری از دسته بیماری‌های بسیار عفونی نیست.
نام این بیماری از واژه لاتین lepra به معنای «فلس مانند» گرفته شده‌است. واژه «بیماری هانسن» از روی نام گرهارت آرمور هانسن گرفته شده‌است.
کارشناسان سازمان جهانی بهداشت مورد جذام را چنین تعریف کرده‌اند: یک مورد جذام، عبارت است از شخصی که دچار ضایعه‌های هیپوپیگمانته (قرمز رنگ بدون حس)، درگیری اعصاب محیطی، از دست دادن حس و اسمیر پوستی مثبت از نظر باسیل‌های اسیدفاست، به صورت منفرد یا مجموعه‌ای از این تغییرات باشد.
جذام به خودی خود بیماری خطرناکی محسوب نمی‌شود، هرچند تصورات عامه مردم باعث بدنامی و بیماری هراسی گشته، اما به لطف رشد صنعت پزشکی، این بیماری به سادگی و توسط چند قلم آنتی بیوتیک ( در صورتی که به مو‌قع تشخیص داده شود) قابل درمان است

## تاریخ

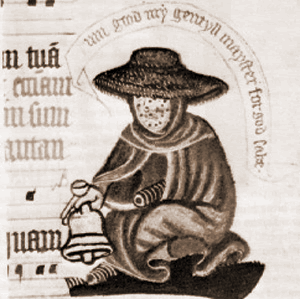
یک جذامی در حال تکان دادن زنگوله برای هشدار به مردم

جذام در طول تاریخ بیش از هر بیماری دیگری باعث ترس و تنهایی انسان‌ها شده‌است.
هزاران سال است که بشریت با بیماری جذام دست و پنجه نرم می‌کند. در پایان قرون وسطی جذام در غرب از میان رفت. از ابتدای قرون وسطی تا پایان جنگ‌های صلیبی، وسعت قلمرو جذامخانه‌ها در سراسر اروپا چند برابر شده بود. بنا بر گفته متیو پاری، در کل قلمرو مسیحیت نوزده هزار جذامخانه وجود داشت.
روز جهانی جذامیان در سال ۱۹۵۴ وارد تقویم شد تا به افراد مبتلا به جذام آگاهی داده شود. قرنطینه افراد مبتلا در کمپ‌های جذامی‌ها هنوز در کشورهایی مانند هند، با بیش از هزار؛چین، با حدود صدها؛ و در آفریقا اتفاق می‌افتد. با این حال بیشتر این کمپ‌ها بسته شده‌اند.

## مشکلات اجتماعی و حقوقی
برای مدت طولانی در تاریخ، مردم جذام را همواره با ننگ جامعه در ارتباط می‌دانستند که این خود عاملی برای جلوگیری از گزارش بیماری فرد و درمان زودهنگام می‌شود. افراد مبتلا مشکل زیادی برای یافتن کار دارند. امروز در سراسر جهان بیش از صد قانون درباره عدم تبعیض علیه بیماران مبتلا وجود دارد که باعث ایجاد نوعی ایراد و بدنامی برای آنها شده و ممکن است برای درمان آنان مشکل ایجاد کند. در هند تا سال ۲۰۱۹ ابتلا به جذام می‌توانست دلیلی برای طلاق باشد.

## سبب‌شناسی
عامل بیماری، یک باکتری اسید فاست به نام مایکوباکتریوم لپره است. رشد این باکتری بسیار کند است، بطوریکه در بافت نرم کف پای موش در طی ۱۱ تا ۱۳ روز تکثیر می‌یابد. این باکتری در گرفتاری‌های پوست و اعصاب محیطی وجود داشته و منجر به تخریب بافتی و تغییر کل آن به‌علت از دست دادن حس و فعالیت حرکتی بافت می‌شود. طیف بالینی جذام وابسته به پاسخ ایمنی فرد میزبان است. هرچند بیماری به عنوان یک بیماری مزمن باکتری پوست و اعصاب محیطی مطرح است، ولی در نوع لپروماتوز باعث گرفتاری راه‌های تنفسی فوقانی نیز می‌شود.

## مخزن بیماری
انسان تنها مخزن بیماری است. همچنین میمون مانگابی، شامپانزه آفریقایی، مکاک دم‌دراز، و سنجاب قرمز به صورت طبیعی آلوده می‌شود.

## راه انتقال
دوره نهفتگی بیماری جذام، احتمالاً ۲ تا ۱۰ سال است ولی می‌تواند تا ۲۰ سال یا بیشتر بطول انجامد. با توجه به طولانی بودن دوره نهفتگی، باعث همه‌گیری یا طغیان نمی‌شود.

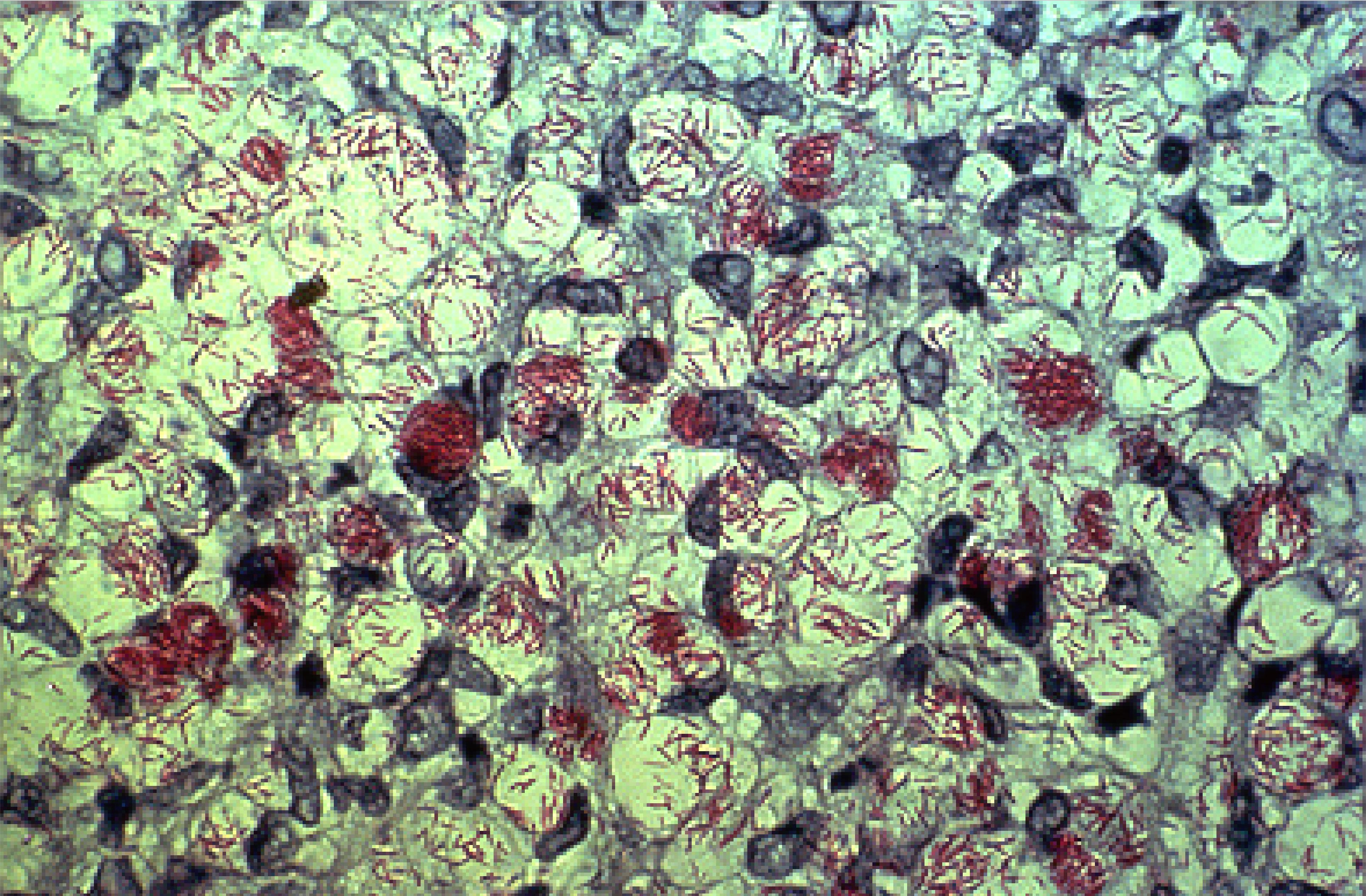

چون دوره نهفتگی طولانی است راه اصلی ورود عامل بیماری جذام به بدن مشخص نیست. ولی محتمل‌ترین راه، دستگاه تنفسی است. راه‌های انتقال بیماری، دستگاه تنفس، دستگاه گوارش، پوست، از طریق رحم مادر به نوزاد، تماس با حیوان‌ها، حشرات و خاک محیط اطراف هستند.
جذام تَر یا همان لپروماتوز واگیر است. با اینکه این افراد در هر شبانه‌روز حدود ۱۰۰ میلیون باسیل جذام را از طریق ترشحات بینی خود به محیط خارج دفع می‌کنند اما بیماری جذام به آسانی منتقل نمی‌شود و انتقال آن مستلزم تماس طولانی و چندین ساله با بیماران مبتلا به جذام است. بر همین اساس انتقال آن به پرسنل بیمارستانی بسیار ناچیز است.
با توجه به اینکه عامل جذام در بدن پشه خاکی و ساس‌هایی که از بیماران درمان نشده تغذیه کرده‌اند یافت شده‌است احتمال اینکه بیماری از طریق نیش حشرات منتقل شود وجود دارد. ولی هنوز به اثبات نرسیده‌است. لازم به ذکر است با توجه به شواهد ظاهری و آزمایشگاهی، قابلیت انتقال بیماری در بیشتر موارد در عرض ۳ ماه پس از مصرف مداوم و منظم داپسون (DDS) یا کلوفازیمین و در عرض ۳ روز پس از درمان با ریفامپین از بین می‌رود.
در قاره آمریکا ۲۰ درصد آرمادیلوها ناقل مایکروباکتریوم هستند. در آمریکا آرمادیلو دلیل افزایش شمار افراد مبتلا در ایالت فلوریدا معرفی شده‌اند. اما مانند خودِ بیماری، اینکه آرمادیلو تا چه اندازه باعث پخش جذام در میان انسان‌ها می‌شود معلوم نیست. همچنین باید گفت که امکان دارد اروپایی‌ها با ورود به برزیل در ۵۰۰ سال پیش این بیماری را به آنجا بردند و آرمادیلوها را به جذام مبتلا کردند. باکتری جذام می‌تواند در خاک نیز زنده بماند. اما مانند آرمادیلو امکان سرایت این آن از خاک به انسان معلوم نیست.

## تأثیر سن، جنس، کار، و موقعیت اجتماعی

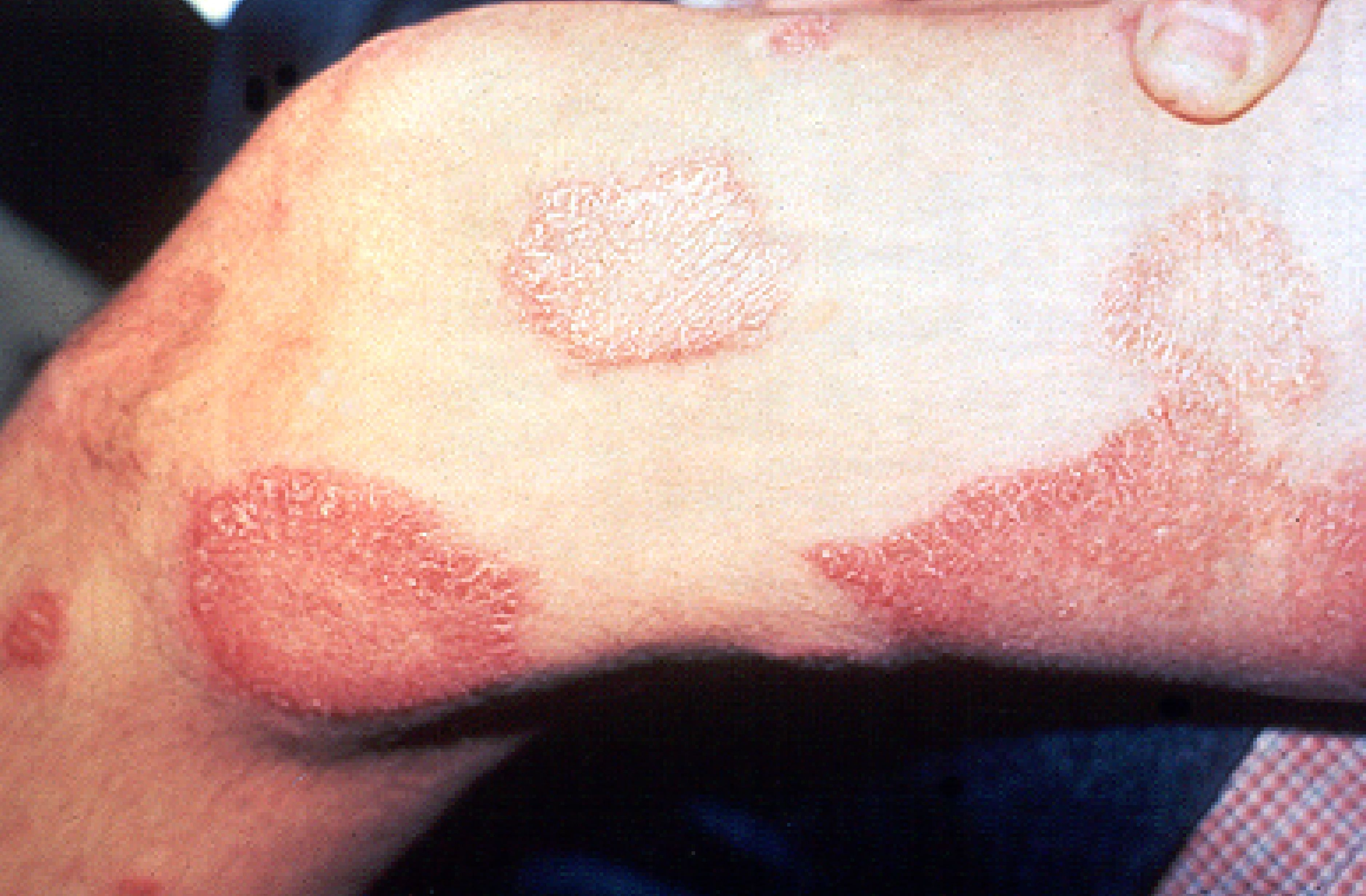

بیماری ممکن است در هر سنی دیده شود. اما بیشترین شیوع سنی آن در بزرگسالان جوان است. بطوریکه در مناطق بومی، بروز سنی بیماری در سنین ۲۰ تا ۳۵ سالگی، به اوج می‌رسد. در بعضی از نژادها بروز بیماری در مردان بیشتر از زنان است و نوع لپروماتوز بیماری در مردان، ۲ برابر زنان عارض می‌شود. تأثیر فقر در بروز آن به اثبات رسیده‌است. از نظر موقعیت کاری، بیشتریت جذامیان ایران را کشاورزان تشکیل می‌دهند. اما در بین بیماران جذامی، کارمند، مهندس، کارگر و… نیز به چشم می‌خورند. شایان ذکر است چون حساسیت نژادی نسبت به جذام را نمی‌توان از دیگر عوامل بیماری جدا کرد، اگر جذام در منطقه‌ای شایع‌تر است به علت دخالت عوامل زیست‌شناسی، اقتصادی واجتماعی است و ارتباطی به منشأ نژادی و قومی ندارد.
لازم به یادآوری است که حتی پژوهشگران قدیمی نیز به بعضی از این عوامل توجه داشته‌اند. بطوریکه در دائرةالمعارف قانون علاوه بر تماس خانوادگی و انتقال داخل رحمی بیماری، به تأثیر دما و وضعیت نامطلوب تغذیه نیز به عنوان عوامل زمینه‌ساز بروز جذام اشاره شده‌است.

## در جهان

### انتشار جغرافیایی

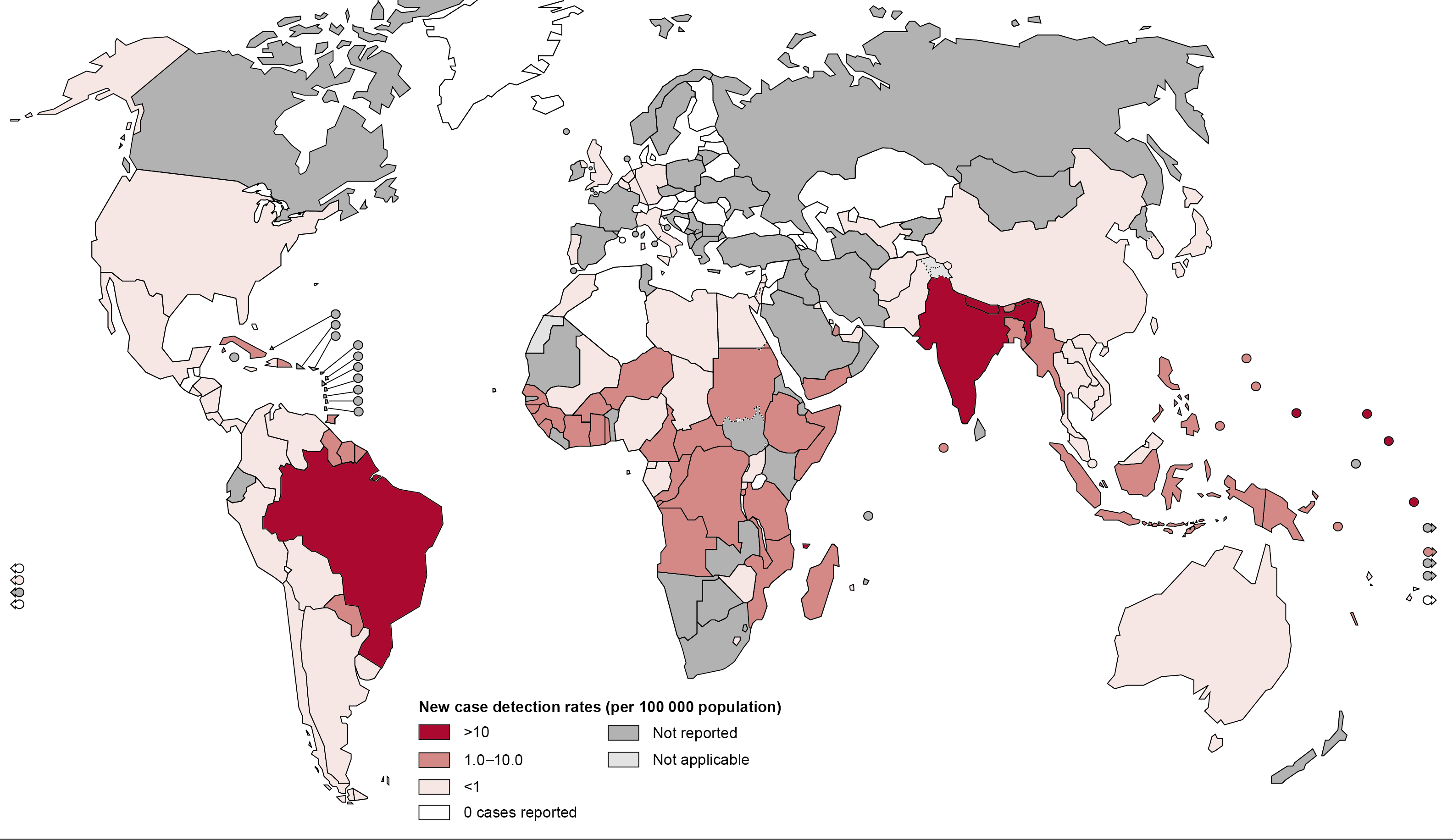
نقشه موارد تازه جذام در جهان در سال ۲۰۱۶

بیشترین شیوع جذام مربوط به آسیا، آفریقا، تا حدودی آمریکای مرکزی و جنوبی و اقیانوسیه است. ۳ کشور راس جذام بومی، هند، برزیل، و اندونزی هستند. این کشورها حدود ۸۵ درصد موارد تشخیص داده شده جذام را دارا هستند.

### شمار مبتلایان
در سال ۲۰۱۲ تعداد ۱۸۹٬۰۰۰ نفر در جهان به این بیماری مزمن مبتلا بودند که در سال ۲۰۲۰ شمار به ۱۲۸٬۰۰۰ نفر کاهش یافت. اما دنیاگیری کووید-۱۹ باعث کاهش خدمات درمانی و افزایش شمار مبتلایان شناسایی نشده به ۱۴۰٬۰۰۰ تا سال ۲۰۲۲ شد.

### کودکان
هر سال دست کم ۱۵ هزار کودک در سراسر جهان به جذام مبتلا می‌شوند. اما شمار کودکانی که بیماری آنها به موقع تشخیص داده شده بین ۸ هزار تا ۹ هزار مورد است. این وضع در کشورهایی مانند میانمار، سری‌لانکا، و فیلیپین بدتر است. شناسایی و درمان کودکان بسیار مهم است. زیرا از نقص عضو دائمی جلوگیری می‌کند.

## تشخیص و درمان
تشخیص جذام بسیار دشوار است. معمولا برای اینکار از روش تکه‌برداری استفاده می‌کنند که روشی بسیار زمان‌بَر و پُرهزینه است. این شیوه درمان در مناطق دورافتاده دشوارتر است. زیرا ممکن است تسهیلات آزمایشگاهی فراهم نباشند. همچنین به دلیل هزینه بالا تشخیص بیماری در کشورهای کم درآمد، سخت است.
امروزه جذام قابل درمان است. با درمان به‌موقع بیماری نتیجه بسیار مطلوب است. درمان نوع پسی باسیلاری این بیماری با استفاده از داروهای داپسون و ریفامپین به مدت ۶ ماه انجام می‌شود. درمان نوع مالتی باسیلاری این بیماری با استفاده از داروهای ریفامپین، داپسون و کلوفازیمین به مدت ۱۲ ماه انجام می‌شود. این داروها توسط سازمان بهداشت جهانی در اختیار کشورها قرار می‌گیرند.  آنتی‌بیوتیک‌های دیگری نیز ممکن است در درمان این بیماری استفاده شوند. موارد مزمن این بیماری از دهه ۱۹۸۰ که حدود ۵٫۲ میلیون نفر را به خود مبتلا کرده بود کاهش یافته‌است. بیشتر موارد جدید ابتلا به این بیماری در ۱۶ کشور دیده می‌شوند. در این میان بیش از نیمی از این مبتلایان از هند هستند. از سال ۱۹۹۴ تا ۲۰۱۴ ۱۶ میلیون مبتلا به جذام در جهان درمان شده‌است.
واکسن ب‌ث‌ژ به میزان قابل قبولی از بدن در برابر خوره حفاظت می‌کند. ظاهراً این واکسن بین ۲۶ تا ۴۱ درصد (برای نمونه‌های کنترل شده) و ۶۰ درصد برپایهٔ مشاهدات مطالعه شده مؤثر بوده که دو بار تزریق آن بهتر از یک بار جواب می‌دهد. البته همچنان تلاش‌ها برای به‌دست آوردن واکسن‌های بهتر ادامه دارد. استفاده از آنتی‌بیوتیک‌ها برای سرکوب عفونت مؤثر است. استفادهٔ طولانی مدت بین ۶ ماه تا یک سال از ۲ یا چند آنتی‌بیوتیک توصیه می‌شود. البته آنتی‌بیوتیک نمی‌تواند زیان‌های عصبی جذام را برطرف نماید. داروهای ضد التهاب شامل استروئیدها مانند پردنیزون باعث کنترل درد و آسیب‌های عصبی می‌شوند.
در بیمارانی که دچار ضایعه‌های ناشی از بی‌حسی اندام‌ها هستند در صورتی که اقدام‌های درمانی نتیجه ندهد دچار تغییر شکل اندام و عفونت استخوان شده و گاهی قطع عضو، لازم می‌شود. همچنین ایریدیوسیکلیت ممکن است منجر به کاهش بینایی یا کوری شود و آب‌مروارید نیز به‌طور شایعی در نوع لپروماتوز ایجاد می‌شود.
ابن سینا در مورد جذام گفته‌است: «کسی که به تازگی مبتلا به جذام شده و اوایل بیماری را طی می‌کند، امید به معالجه‌اش بیشتر است. اما وقتی بیماری ریشه دوانید و وضعیت ثابتی پیدا کرد، اگر هم معالجه شود بسیار مشکل است.»
داروی تالیدومید نیز برای درمان غده‌ها و ضایعات پوستی بکار می‌رود. تالیدومید نباید به هیچ عنوان توسط زنان باردار استفاده شود. زیرا این دارو موجب نقص در جنین می‌شود.
داپسون نخستین دارویی بود که برای درمان جذام مورد استفاده قرار گرفت. این دارو همیشه با حداقل یک داروی دیگر همراه است. این دارو با جلوگیری از سنتز اسید فولیک موجب جلوگیری از ازدیاد ارگانیسم در بدن می‌شود. دو تا از داروهای مکمل برای کنترل جذام، ریفامپین و کلوفازیمین هستند. ریفامپین یکی از داروهای اصلی مورد استفاده در درمان سل است و کلوفازیمین یک آنتی‌بیوتیک است که توسط سازوکارهای ناشناخته کار می‌کند.
هر سه دارو به صورت خوراکی مصرف می‌شوند. دوز و طول مدت استفاده از دارو بستگی به این موارد دارد:
- بیماری در چه مرحله‌ای قرار دارد
- فرد بیمار کودک است یا بزرگسال
- میزان مایکوباکتریوم لپره

درمان چند دارویی بین ۶ ماه تا ۲ سال طول می‌کشد.
| نام دارو          | داپسون مکانیسم عمل آن اثر باکتریوسایدی است. با جلوگیری از سنتز فولیک اسید از رشد باکتری جلوگیری می‌کند. بخشی از رژیم ۲ دارویی برای بیماران خفیف و درمان ۳ دارویی برای بیماران شدید است.                                                                                                |
| استفادهٔ بزرگسالان | بیماران خفیف:۱۰۰ میلی‌گرم در روز به صورت خوراکی و به مدت ۶ ماه بیماران شدید: ۱۰۰ میلی‌گرم در روز به صورت خوراکی و به مدت ۲ سال |
| استفادهٔ کودکان    | ۱ تا ۲ میلی‌گرم در روز |
| موارد منع مصرف    | افرادی که حساسیت دارویی دارند |
| زنان باردار       | ایمن بودن استفاده برای زنان باردار هنوز ثابت نشده‌است. |
| هشدارها           | در ماه نخست استفاده، باید هر هفته آزمایش شمارش سلول‌های خونی انجام شود. سپس ماهانه و به مدت ۶ ماه آزماش شمارش گلبول‌های سفید انجام گیرد. پس از شش ماه، اگر کاهش قابل توجهی در پلاکت‌ها، لکوسیت، یا خون رخ دهد، شمارش گلبول‌ها متوقف شود. پلی‌نوریت (آسیب اعصاب محیطی) نیز ممکن است رخ دهد. |

## در ایران
بیماری روند رو به کاهش داشته و این سیر نزولی به‌خصوص در مناطق آندمیک بیماری یعنی آذربایجان شرقی، و غربی، اردبیل، گیلان، مازندران، گلستان، خراسان و سیستان و بلوچستان، هرمزگان، بوشهر، خوزستان، لرستان، کرمانشاه، کردستان، قزوین، زنجان و تهران به خوبی مشهود است.